# Jacques Duchaine
Jacques Léon Gustave Duchaine (Sint-Gillis, 10 september 1905 - 1993) was een Belgisch senator.

## Levensloop
Duchaine was een zoon van Paul Duchaine (1872-1952) en van Jeanne Lebon (1877-1956). Paul Duchaine was advocaat en voorzitter van de Belgische Touring Club. Jacques trouwde met Reine Borms en ze hadden een dochter. Hij was beroepshalve arts. De stad Brussel benoemde hem in 1934 tot arts in het sanatorium Georges Brugmann in Alsemberg.
Tijdens de Tweede Wereldoorlog trad hij toe tot het Onafhankelijkheidsfront.
In 1947 werd hij communistisch senator in vervanging van de ontslagnemende Pierre Depage, die eveneens arts was.
Hij bleef het mandaat vervullen tot aan de verkiezingen van 1949.